# Norton-Juxta-Twycross
Norton-Juxta-Twycross är en by i civil parish Twycross, i distriktet Hinckley and Bosworth, i grevskapet Leicestershire i England. Byn är belägen 10 km från Ashby-de-la-Zouch. Norton Juxta Twycross var en civil parish fram till 1935 när blev den en del av Twycross. Civil parish hade 249 invånare år 1931. Byn nämndes i Domedagsboken (Domesday Book) år 1086, och kallades då Nortone.